# 대니얼 J. 트라반티
대니얼 J. 트라반티(Daniel J. Travanti, 1940년 3월 7일 ~ )는 미국의 배우이다.

## 영화
- 발칙한 러브스캔들 (2013년) - 맥스 역
- 머더 인 마이 하우스 (2006년)
- 프리즌 브레이크 시즌1 (2005년)
- 폴터가이스트 - TV 시리즈 (1996년)
- 소녀소어 (1995년)
- 함정 (1995년)
- 내 이름은 케이트 (1994년)
- 목격자 (1991년)
- 드래곤 작전 (1991년)
- 살인 도시 메가빌 (1990년)
- 4차원 도시 (1989년)
- 깊은 밤의 항해 (1988년)
- 아버지의 노래 (1988년)
- 머로우 (1986년) - 에드워드 R. 머로우 역
- 오로라 (1984년)
- 아담 (1983년)
- 뉴욕 소나타 (1980년)
- 세인트 아이브스 (1976년)
- 코작 (1973년)
- 명탐정 바나비 존즈 (1973년)
- 대혈투 (1971년)
- FBI (1965년)
- 딜론 보안관 (1955년)